# Saroba trimaculata
Saroba trimaculata là một loài bướm đêm trong họ Noctuidae.